# Top Gear (videogioco)
Top Gear è un simulatore di guida arcade sviluppato dalla Gremlin Graphics e pubblicato dalla Kemco per Super Nintendo nel 1992.